# فيرا بيرس
فيرا بيرس (بالإنجليزية: Vera Pearce)‏ هي ممثلة أسترالية، ولدت في 1895، وتوفيت في 1966.

## وصلات خارجية
- فيرا بيرس على موقع IMDb (الإنجليزية)
- فيرا بيرس على موقع قاعدة بيانات برودواي على الإنترنت (الإنجليزية)
- فيرا بيرس على موقع قاعدة بيانات الفيلم (الإنجليزية)